# Les Bréviaires
Les Bréviaires är en kommun i departementet Yvelines i regionen Île-de-France i norra Frankrike. Kommunen ligger i kantonen Rambouillet som tillhör arrondissementet Rambouillet. År 2022 hade Les Bréviaires 1 326 invånare.

## Befolkningsutveckling
Antalet invånare i kommunen Les Bréviaires
| Referens: INSEE |